# Сокорчук Олександр Вікторович
Олекса́ндр Ві́кторович Сокорчу́к (1988—2014) — солдат Збройних сил України, учасник російсько-української війни.

## Життєпис
Народився 1988 року в селі Старий Солотвин (Бердичівський район, Житомирська область).
У часі війни мобілізований 19 березня 2014-го. З 3 квітня того ж року — водій автомобільного відділення 1-го протитанкового артилерійського взводу 1-ї протитанкової артилерійської батареї, 2-й дивізіон 26-ї бригади. Від 9 липня 2014 року перебував у зоні боїв.
14 серпня 2014-го загинув поблизу Амвросіївки під час одночасних обстрілів терористів та з території Росії і відбиття танкової атаки. Тоді ж загинув молодший сержант Дубик Петро Борисович.
Вдома залишилися батьки та молодший брат.
Похований у Старому Солотвині 20 серпня 2014 року.

## Нагороди та вшанування

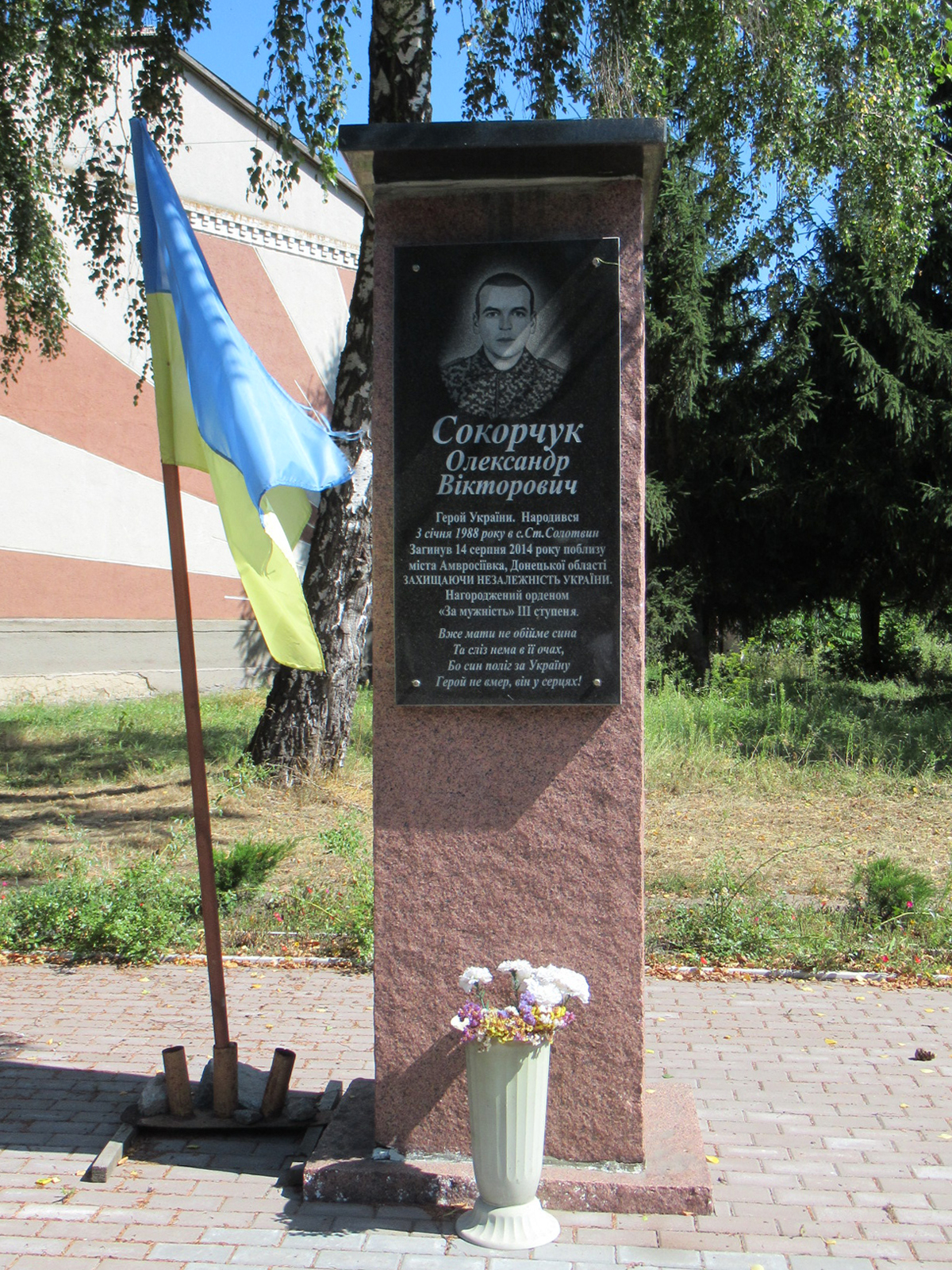
пам'ятник Олександрові Сокорчуку в селі Старий Солотвин

За особисту мужність і героїзм, виявлені у захисті державного суверенітету та територіальної цілісності України, вірність військовій присязі під час російсько-української війни нагороджений
- орденом «За мужність» III ступеня (22.1.2015, посмертно).
- на його честь у Старому Солотвині названо центральну вулицю; на стіні школи, в якій навчався, встановлено пам'ятну дошку; в центрі села також відкрито меморіальну дошку.[1]
- Його портрет розміщений на меморіалі «Стіна пам'яті полеглих за Україну» в Києві: секція 2, ряд 7, місце 29.
- Вшановується 14 серпня на щоденному ранковому церемоніалі вшанування українських захисників, які загинули цього дня в різні роки внаслідок російської збройної агресії[2].